# Communauté de communes d'Artagnan en Fézensac
La communauté de communes d'Artagnan en Fezensac est une communauté de communes française, située dans le département du Gers.

## Composition
La communauté de communes est composée des 25 communes suivantes :

| Nom                     | Code Insee | Gentilé         | Superficie (km2) | Population (dernière pop. légale) | Densité (hab./km2) |
| ----------------------- | ---------- | --------------- | ---------------- | --------------------------------- | ------------------ |
| Vic-Fezensac (siège)    | 32462      | Vicois          | 53,94            | 3 578 (2022)                      | 66                 |
| Bazian                  | 32033      | Bazianais       | 12,71            | 103 (2022)                        | 8,1                |
| Belmont                 | 32043      | Belmontais      | 15,1             | 150 (2022)                        | 9,9                |
| Bezolles                | 32052      | Bezollais       | 11,13            | 132 (2022)                        | 12                 |
| Caillavet               | 32071      | Caillavetains   | 14,58            | 166 (2022)                        | 11                 |
| Callian                 | 32072      | Calliannais     | 7,91             | 53 (2022)                         | 6,7                |
| Castillon-Debats        | 32088      | Castillonnais   | 35,05            | 333 (2022)                        | 9,5                |
| Cazaux-d'Anglès         | 32097      | Cazalais        | 12,6             | 112 (2022)                        | 8,9                |
| Gazax-et-Baccarisse     | 32144      | Gazacais        | 9,45             | 69 (2022)                         | 7,3                |
| Justian                 | 32166      | Justianais      | 6,3              | 107 (2022)                        | 17                 |
| Lupiac                  | 32219      | Lupiacois       | 34,5             | 310 (2022)                        | 9                  |
| Marambat                | 32231      | Marambatais     | 9,7              | 424 (2022)                        | 44                 |
| Mirannes                | 32257      | Mirannais       | 7,89             | 64 (2022)                         | 8,1                |
| Mourède                 | 32294      | Mourédois       | 4,88             | 70 (2022)                         | 14                 |
| Peyrusse-Grande         | 32315      | Peyrussais      | 25,5             | 149 (2022)                        | 5,8                |
| Peyrusse-Vieille        | 32317      | Peyrussiens     | 11,05            | 64 (2022)                         | 5,8                |
| Préneron                | 32332      | Préneronais     | 8,63             | 119 (2022)                        | 14                 |
| Riguepeu                | 32343      | Riguepeulois    | 21,52            | 164 (2022)                        | 7,6                |
| Roquebrune              | 32346      | Roquebrunois    | 18,41            | 208 (2022)                        | 11                 |
| Roques                  | 32351      | Roquois         | 8,48             | 105 (2022)                        | 12                 |
| Rozès                   | 32352      | Rozésiens       | 10,74            | 113 (2022)                        | 11                 |
| Saint-Arailles          | 32360      | Saint-Araillais | 13,2             | 137 (2022)                        | 10                 |
| Saint-Paul-de-Baïse     | 32402      | Saint-Paulois   | 10,1             | 108 (2022)                        | 11                 |
| Saint-Pierre-d'Aubézies | 32403      | Saint-Pierrois  | 8,42             | 59 (2022)                         | 7                  |
| Tudelle                 | 32456      | Tudellois       | 5,16             | 56 (2022)                         | 11                 |

## Démographie
| 2009  | 2014  |
| ----- | ----- |
| 7 416 | 7 161 |

## Administration

### Présidence
| Période | Période  | Identité       | Étiquette | Qualité               |
| ------- | -------- | -------------- | --------- | --------------------- |
| 2014    | 2020     | Robert Frairet | LR        | Maire de Caillavet    |
| 2020    | En cours | Barbara Neto   | LR        | Maire de Vic-Fezensac |